# 세이빙 페이스 (2012년 영화)
세이빙 페이스(Saving Face)는 파키스탄에서 제작된 샤민 오바이드-차노이 감독의 2011년 다큐멘터리, 드라마 영화이다. 이 영화는 에미상 및 제84회 아카데미상 아카데미 단편 다큐멘터리상을 수상했다.

## 제작진
- 프로듀서: 샤민 오바이드-차노이